# Emil Rydholm
Konrad Emil Rydholm, född 25 april 1864 i Linköping, död 10 april 1931 i Malmö, var en svensk elektroingenjör.
Rydholm avlade mogenhetsexamen 1883 och bedrev privatstudier i Stockholm 1886–1887. Han var elev vid AB Hakon Brunius 1884 och vid L.M. Ericssons telefonfabrik 1885, anställd vid Stockholms Allmänna Telefon AB och vid åtskilliga elektriska firmor 1887–1898 samt vid Asea i Västerås 1898–1905. Han var lärare vid Gävle tekniska aftonskola 1903–1905, föreståndare för Svenska AB Siemens & Halskes avdelningskontor i Malmö och installationsbyrå i Halmstad från 1905 samt extra lärare vid Navigationsskolan i Malmö från 1911.
Rydholm begärde 1911 patent på en uppfinning, som avsåg att avhjälpa de dåtida glödlampornas vibrationskänslighet. Hans uppfinning kallades "Molvitra" och bestod av en särskilt konstruerad spiral, vars känslighet kunde justeras för olika tunga lampor och härigenom hindra att takets och väggens vibration överfördes till armaturen. Rydholm är begravd på Sankt Pauli södra kyrkogård i Malmö.